# Real Club Náutico de Portosín
El Real Club Náutico de Portosín es un club náutico español situado en Portosín (La Coruña).

## Historia
Fundado en 1977 con el objetivo de fomentar la actividad náutica, cuenta con cuatro módulos de pantalanes en los que se distribuyen un total de 210 plazas de amarre, todas ellas equipadas con agua y electricidad. Cuenta también con servicio de distribución de combustible. Su sede social fue inaugurada en agosto de 1993 e incluye salón social, salón juvenil, restaurante, biblioteca con cartografía náutica, oficinas de administración, pañol y aula de Titulaciones Náuticas. En 2005 se construyó el edificio anexo, que alberga la oficina de vela, vestuarios, lavandería con servicio de lavadora y secadora y pañol de vela ligera.
En 2013 Su Majestad el Rey don Juan Carlos concedió al Club Náutico de Portosín el título de Real.

## Regatas
En vela de Crucero organiza anualmente la Regata Mar de Finisterre del Circuito Gallego de Alto Nivel, y organizó el mundial de 2013 de la clase platú 25. En vela ligera ha organizado la Copa de España de clase Optimist en 2002; el Campeonato de España de Fórmula Winsurfing en 2003 y 2004; el Campeonato de España de Optimist en 2005; el Campeonato de España de clase Cadet en 2007; y el Campeonato de España de la clase 420 en 2012.

## Deportistas
Iago López ha sido campeón de Europa de la clase 49er en 2016 y 2018, y participó en dos Juegos Olímpicos de Verano (2016 y 2020).